# جاك كوهلر
جاك كوهلر (بالألمانية: Jack Koehler؛ بالإنجليزية: Jack Koehler) هو صحفي ألماني وأمريكي، ولد في 11 يونيو 1930 في درسدن في ألمانيا، وتوفي في 28 سبتمبر 2012 في ستامفورد في الولايات المتحدة.